# Гарпсвелл (Мен)
Гарпсвелл (англ. Harpswell) — місто (англ. town) в США, в окрузі Камберленд штату Мен. Населення — 5031 особа (2020).

## Демографія
Згідно з переписом 2010 року, у місті мешкало 4740 осіб у 2218 домогосподарствах у складі 1450 родин. Було 4208 помешкань
Расовий склад населення:
| - 97,7 % — білих - 0,6 % — азіатів - 0,3 % — корінних американців - 0,1 % — чорних або афроамериканців |

До двох чи більше рас належало 1,3 %. Частка іспаномовних становила 0,8 % від усіх жителів.
За віковим діапазоном населення розподілялося таким чином: 15,0 % — особи молодші 18 років, 59,1 % — особи у віці 18—64 років, 25,9 % — особи у віці 65 років та старші. Медіана віку мешканця становила 52,9 року. На 100 осіб жіночої статі у місті припадало 93,9 чоловіків;  на 100 жінок у віці від 18 років та старших — 93,5 чоловіків також старших 18 років.
Середній дохід на одне домашнє господарство  становив 110 915 доларів США (медіана — 74 413), а середній дохід на одну сім'ю — 133 971 долар (медіана — 85 000). Медіана доходів становила 67 542 долари для чоловіків та 41 568 доларів для жінок. За межею бідності перебувало 8,0 % осіб, у тому числі 19,6 % дітей у віці до 18 років та 3,3 % осіб у віці 65 років та старших.
Цивільне працевлаштоване населення становило 2311 осіб. Основні галузі зайнятості: освіта, охорона здоров'я та соціальна допомога — 21,2 %, науковці, спеціалісти, менеджери — 14,8 %, роздрібна торгівля — 14,1 %.